# 愛宕下切通上古墳
愛宕下切通上古墳（あたごしたきりとおしうえこふん）は、現在の宮城県仙台市太白区越路にあった古墳である。20世紀前半に破壊された。
愛宕橋から大窪谷地に抜ける切り通しの東南側にあったというが、現在の地形から位置を判別するのは難しい。1930年以前に松本彦七郎が観察したところでは、直径約10メートル、高さ約2メートルの円墳で、東南側と西北側から切り崩されていた。西北側の断面からは内部に大きな石が並べられているのが観察できた。石郭にあたると思われる。
松本は、土の中から土器のかけら4つと石器1つを採取した。2つには渦巻きの形、1つは粗い縄文とごくゆるいカーブを持つ凸線、1つには縄文があった。縄文時代の大木式土器とみられる。石器は打製、硅石製の石槍で、先端部が欠けていた。長さ63ミリメートル半、先端部を補えば推定約75ミリメートル。縄文時代の遺物が古墳の土から発見されたのは、遺物を含有した土で古墳が造られたということであろう。
本格的な調査を受けることなく、1950年までに完全に崩され、消滅した。